# Triatoma infestans
La vinchuca (Triatoma infestans) è un insetto ematofago della famiglia dei Reduvidi (Rhynchota Heteroptera Cimicomorpha). Vive in alcune zone depresse dell'America meridionale (Bolivia, Argentina).

## Parassita umano
Come altre triatomine, si annida nelle crepe e negli interstizi dei muri delle abitazioni rustiche, di capanne costruite con fango e legname. Rimane nascosta durante il giorno ed esce la notte per nutrirsi di sangue umano o di altri mammiferi.
Durante il pasto ematico le triatomine defecano sulla pelle dell'uomo (in Brasile vengono chiamate barbeiros perché prediligono il volto delle persone come zona di attacco). Se le triatomine sono infestate da Trypanosoma cruzi, questo protozoo è presente nelle feci nelle sue forme infettanti che passano facilmente attraverso le mucose (es. congiuntiva), oppure attraverso soluzioni di continuità della pelle prodotte del grattamento in seguito al prurito provocato dalla puntura dell'insetto. In questo modo il protozoo infesta l'uomo e causa la malattia di Chagas o tripanosomiasi americana. I tripanosomi presenti nel sangue umano possono essere assunti dalle triatomine con la puntura: sono ematofaghe, sia le femmine sia i maschi, sia gli adulti sia le ninfe. L'infezione dell'insetto continua per tutta la vita e può essere trasmessa anche ad altre triatomine per coprofagia e per cannibalismo.